# هیدهارو هارا
هیدهارو هارا (انگلیسی: Hideharu Hara؛ زادهٔ ۲۲ مارس ۱۹۶۵) بازیکن والیبال اهل ژاپن بود.